# Fai della Paganella
Fai della Paganella är en ort och kommun i provinsen Trento i regionen Trentino-Sydtyrolen i Italien. Kommunen hade 911 invånare (2018).